# ناثان هاريس
ناثان هاريس (بالإنجليزية: Nathan Harris)‏ هو لاعب كرة قاعدة أمريكي، (ولد في ميدلبورت في الولايات المتحدة 1880  م).